# شهرستان پاتر (پنسیلوانیا)
شهرستان پاتر، پنسیلوانیا (به انگلیسی: Potter County, Pennsylvania) شهرستانی در ایالات متحده آمریکا است که در پنسیلوانیا واقع شده‌است.

## خصوصیات
شهرستان پاتر ۲٬۷۹۹٫۷۹ کیلومترمربع مساحت دارد.